# Лучшие друзья (фильм, 2014)
«Лучшие друзья» или «Друзья по несчастью» (кит. 心花路放; Xin Hua Lu Fang) — комедийный роуд-муви режиссёра Нин Хао, повествующий о дорожном приключении двух друзей через всю страну. Премьера состоялась 17 сентября 2014 года на 39-й церемонии международного кинофестиваля в Торонто. 30 сентября 2014 года начался национальный прокат в кинотеатрах КНР.

## Сюжет
Хао И (Ху Цзэн) пытается помочь другу Гэн Хао (Хуан Бо) избавится от тоски после развода. Друзья отправляются в дорожное путешествие в три тысячи километров через весь Китайː из Пекина в Дали.

## В главных ролях
- Хуан Бо
- Ху Цзэн
- Юань Цуань
- Чжоу Донъю
- Шэн Тэн

## Сборы
Кассовые сборы фильма в КНР составили 1 169,7 млн. юаней, а мировые сборы 195,3 млн. долларов США.

## Отзывы
В британской газете The Guardian о фильме упоминается как о местном мега хите. Дерек Эллей из журнала Film Business Asia оценил фильм в 7 из 10 баллов. 